# Рыхлов, Александр Дмитриевич
Алекса́ндр Дми́триевич Рыхло́в (1 сентября 1912, дер. Котово, Московская губерния — 30 декабря 1992, Москва) — участник Великой Отечественной войны, старший лейтенант ВВС, командир звена 36-го минно-торпедного авиационного полка. Герой Советского Союза.

## Биография
Родился 1 сентября 1912 года в семье крестьянина в деревне Котово, вошедшей позднее в городской округ Долгопрудный. Русский. Окончил 9 классов. Работал на заводе «Геофизика» в Москве, затем в конторе «Электроавиамонтаж» Главного управления Гражданского Воздушного Флота.
На военной службе с 1934 года. В 1934—1936 годах служил на срочной службе красноармейцем в 68-м полку войск НКВД СССР. В 1938 окончил авиационное отделение Харьковского военного училища войск НКВД. Служил лётчиком в 6-м авиационном отряде НКВД, затем в 6-й отдельной пограничной авиационной эскадрилье НКВД.
Участник Великой Отечественной войны с 1941 года. К маю 1944 произвёл 120 боевых вылетов, потопил 5 транспортов, 5 быстроходных десантных барж, взорвал склад с боеприпасами, торпедировал миноносец в базе и сбил 2 самолёта противника.
Звание Героя Советского Союза с вручением ордена Ленина и медали «Золотая Звезда» Александру Дмитриевичу Рыхлову присвоено 16 мая 1944 года.
К Победе совершил 214 боевых вылетов. После войны продолжал службу в авиации Пограничных войск, с 1945 года был заместителем командира, затем командиром транспортной эскадрильи в 1-м авиационном пограничном полку; командовал авиационной эскадрильей 110-го пограничного отряда Камчатского пограничного округа (Чукотка); заместитель командира 8-го отдельного авиационного полка Пограничных войск (Одесса). В 1951 году окончил Высшие офицерские лётно-тактические курсы командиров авиационных полков.

Могила Рыхлова на Троекуровском кладбище Москвы.

С 1956 года в запасе в звании подполковника. Жил в Москве. Умер 30 декабря 1992 года. Похоронен в Москве на Троекуровском кладбище.
Награждён орденом Ленина, двумя орденами Красного Знамени, орденами Отечественной войны 1-й степени, Красной Звезды, медалями.